# Holzapfel

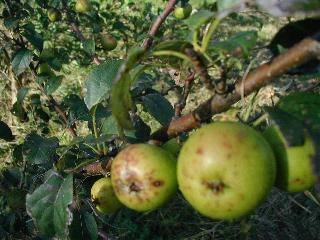
Malus sylvestris

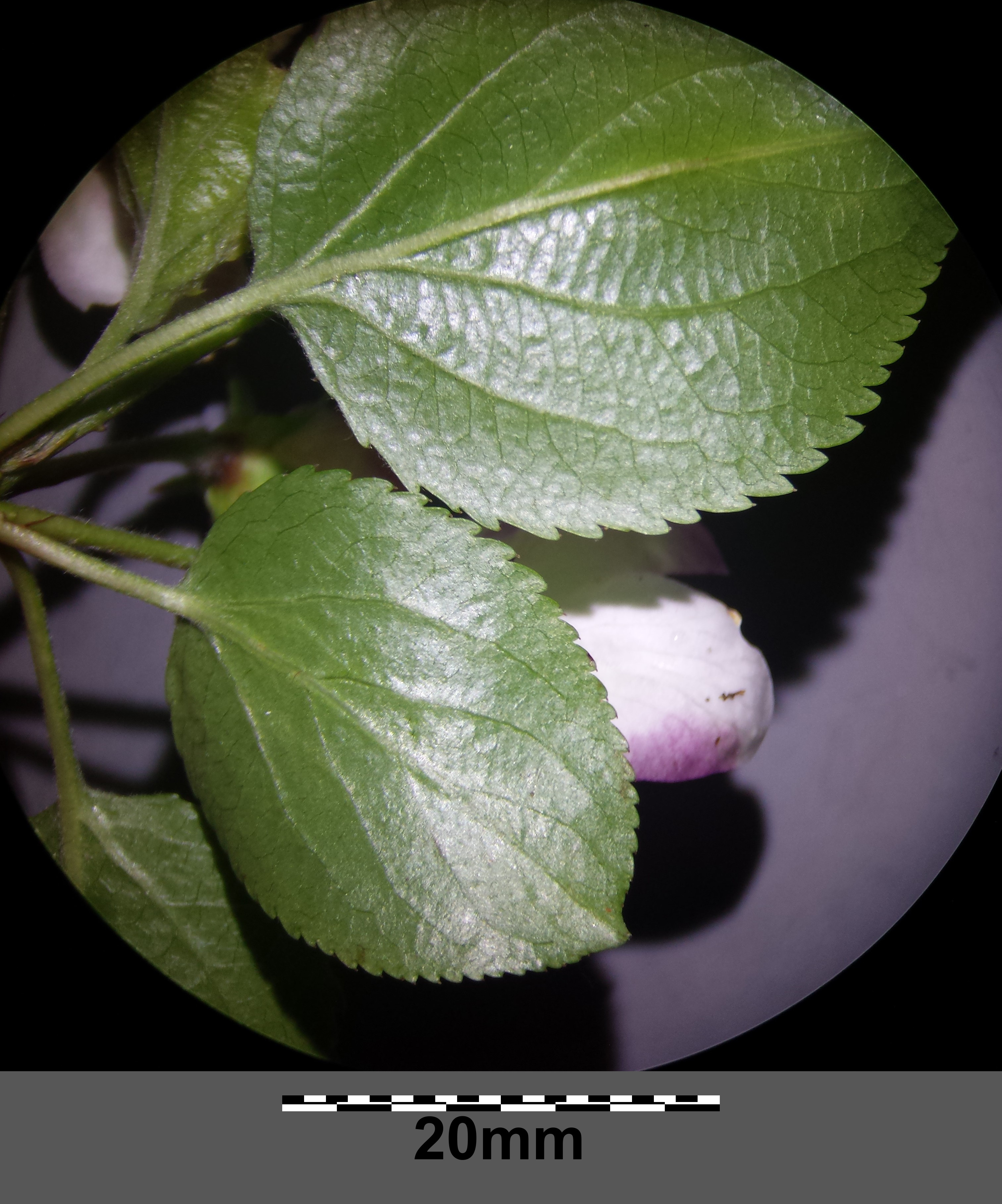
Die Laubblätter sind unterseits kahl.

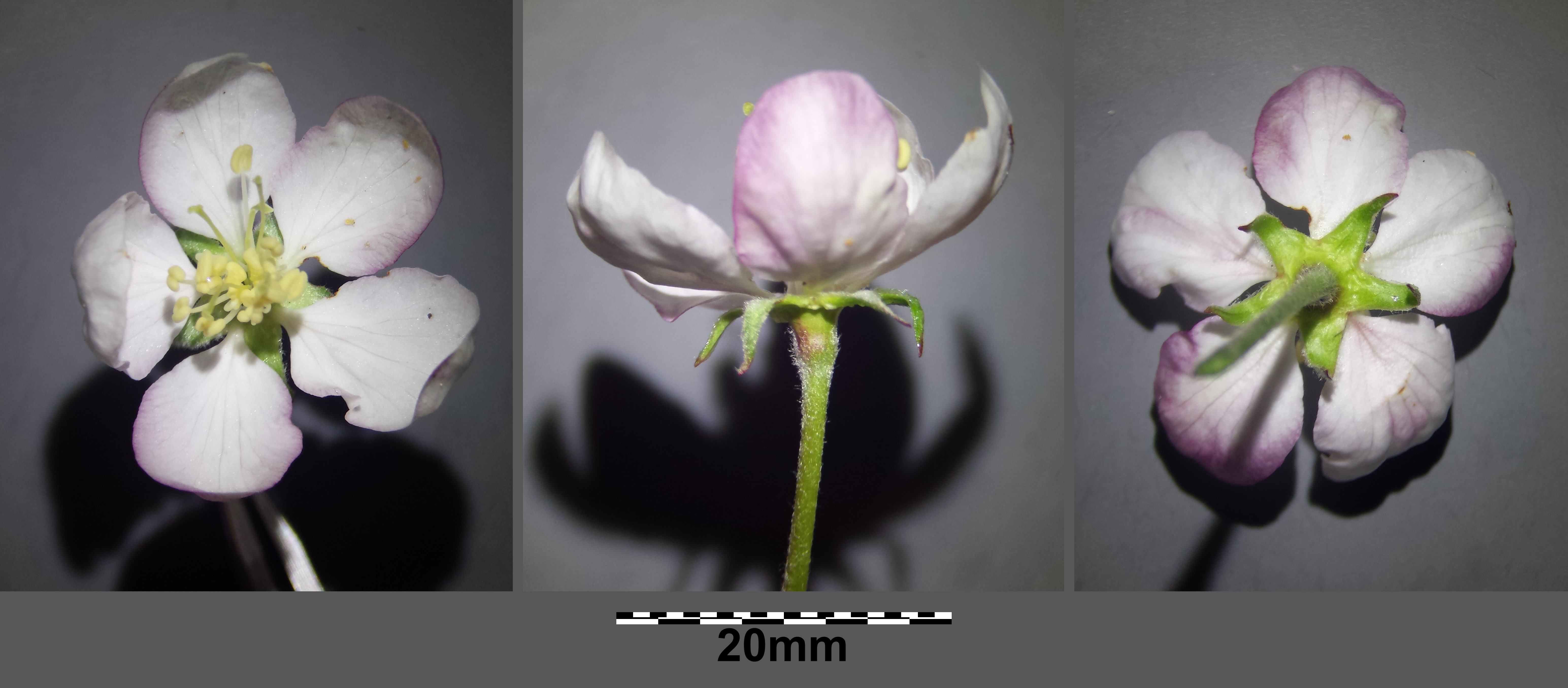
Blüte

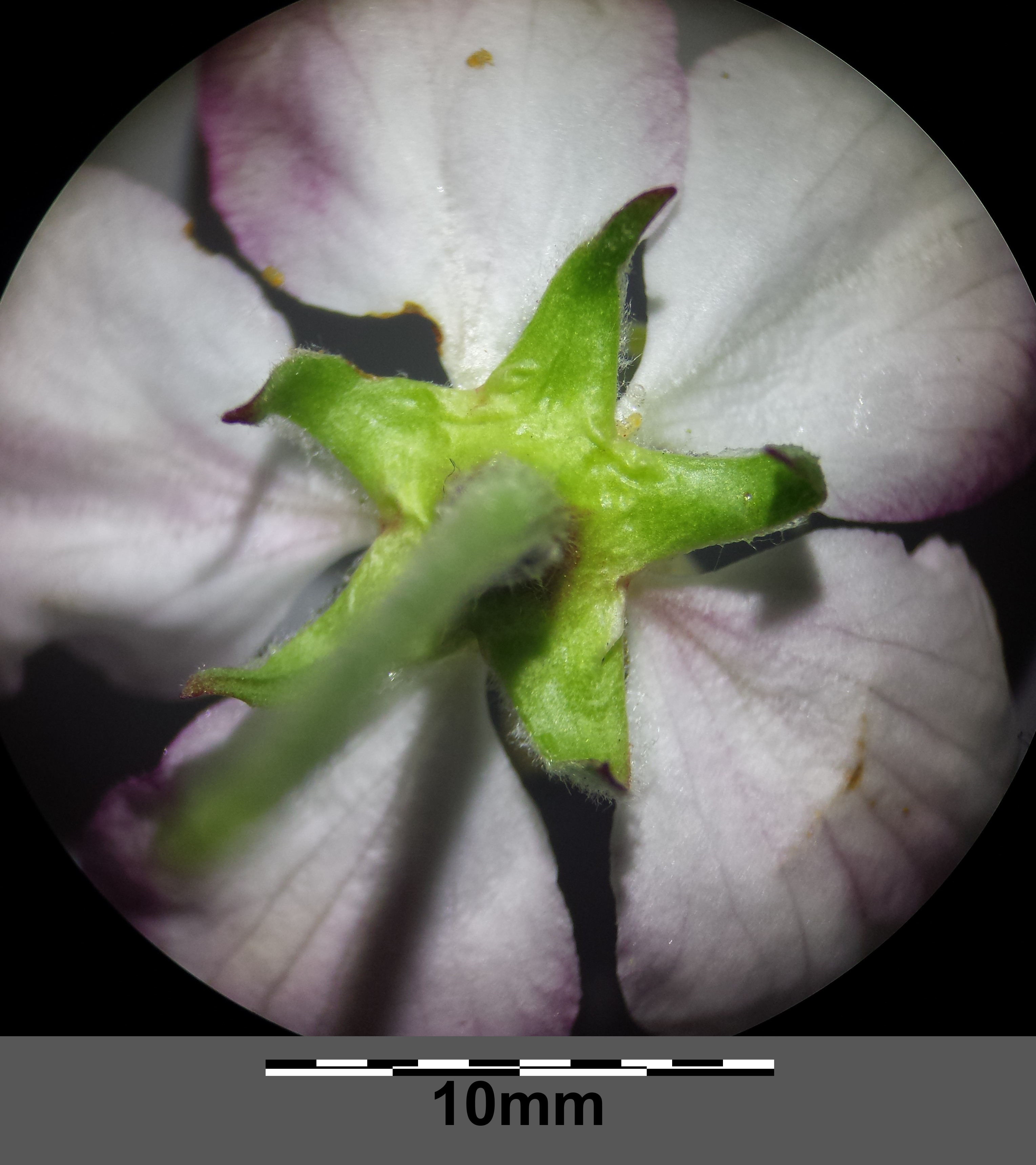
Die Kelchblätter sind außen kahl.

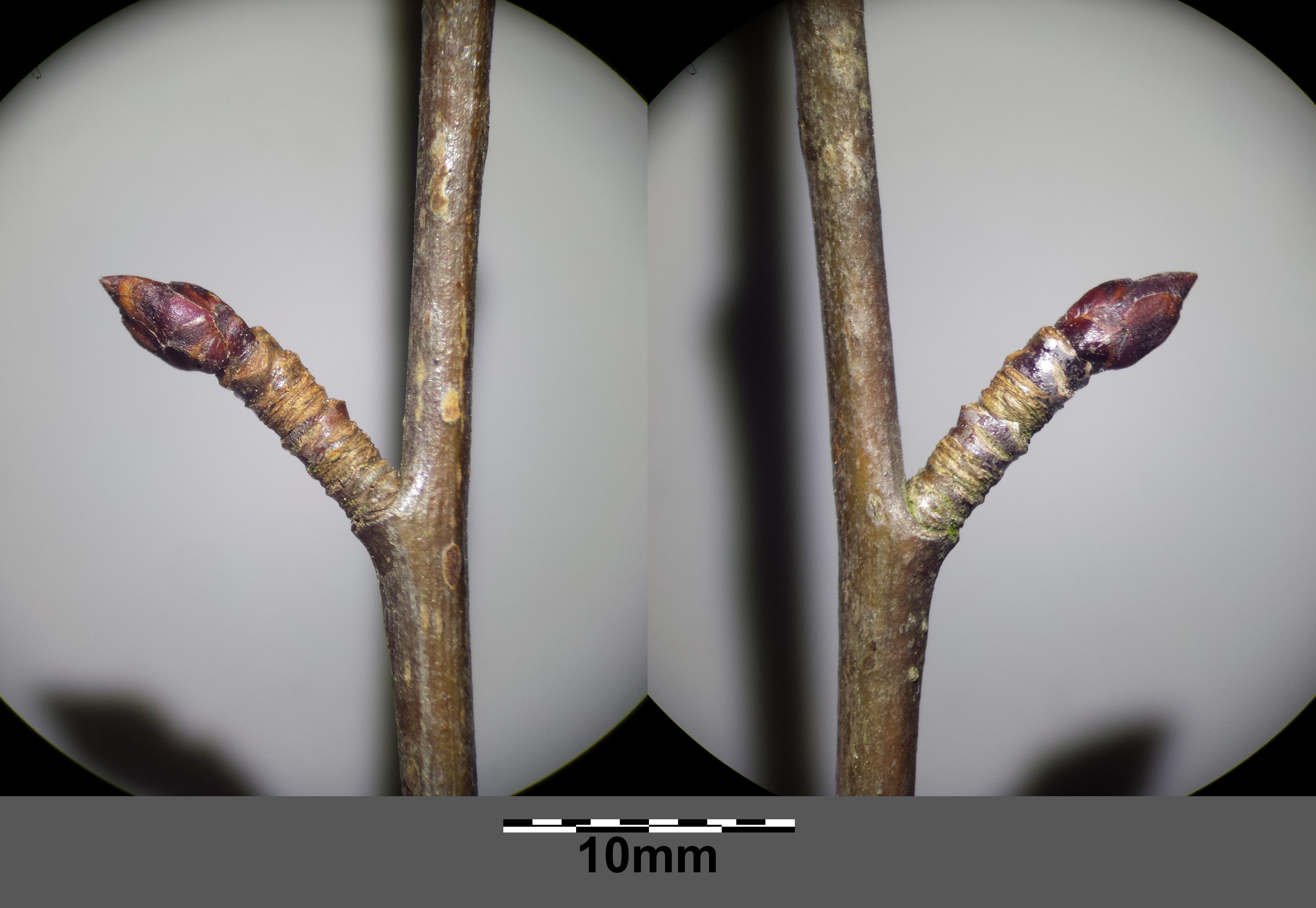
Kurztrieb mit Knospe

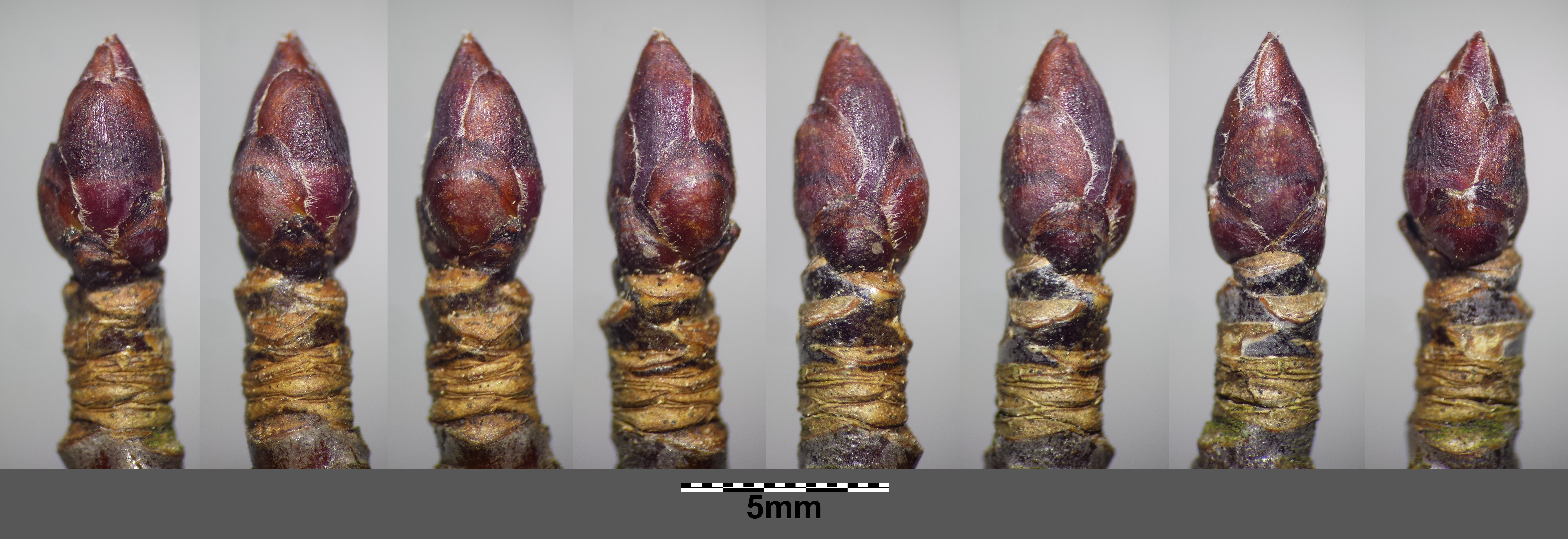
Knospe

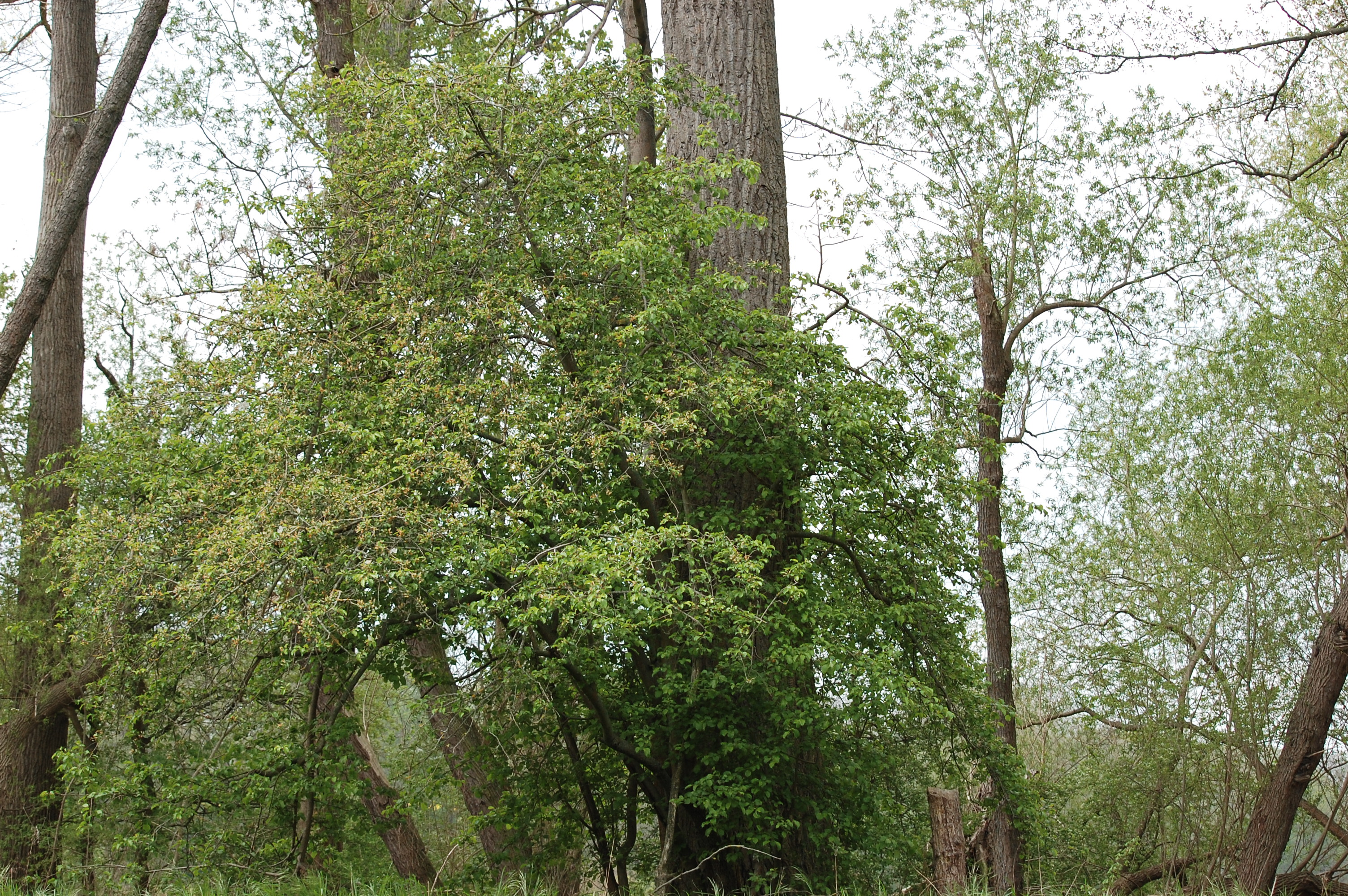
Wildapfelbaum

Der Holzapfel (Malus sylvestris), auch als Europäischer Wildapfel oder Krabapfel (englisch crab (apple)=Holzapfel) bezeichnet, ist eine Laubbaum-Art aus der Gattung der Äpfel (Malus) in der Familie der Rosengewächse (Rosaceae).
Der Holzapfel war der Baum des Jahres 2013 in Deutschland.
Der wissenschaftliche Gattungsname Malus entspricht dem lateinischen mālus (Apfelbaum), das Artepitheton sylvestris bedeutet „im Wald wachsend“.

## Beschreibung
Der Holzapfel ist ein sommergrüner Baum, der Wuchshöhen von bis zu 10 m erreicht; überwiegend wächst er jedoch als großer Strauch mit Wuchshöhen von 3 bis 5 m. Die Krone ist dicht; die Äste und Zweige weisen mehr oder minder verdornende Kurztriebe auf. Die Rinde ist eine graubraune, längsrissige Schuppenborke. Die Knospen sind wollig. Die nur schwach behaarten bis fast kahlen, gestielten, bespitzten bis spitzen Laubblätter sind eiförmig, am Rand grob gesägt und 4 bis 8 cm lang. 
Im April bis Mai erscheinen die rosa-weißen Blüten auf kahlen Blütenstielen. Die kugeligen Früchte sind gelbgrün mit ggfs. roter Backe, haben nur einen Durchmesser von 2 bis 4 cm und sind herbsauer und holzig.
Die Chromosomenzahl beträgt 2n = 34.

## Ökologie
Die Blüten sind proterogyne, nektarführende Scheibenblumen; da die Narben mehrere Tage vor den Staubbeuteln reifen, ist eine spontane Selbstbestäubung zumindest erschwert, wenn nicht unmöglich. Die Blüten werden durch Zweiflügler und Hautflügler (besonders Bienen) bestäubt, für die der Holzapfel einen Nektar- und Pollenspender von besonderem Wert darstellt.
Die Frucht enthält das Anthocyan-Glycosid Idaein (aus Cyanidin und Galactose), die Apfelsamen sind durch das enthaltene Amygdalin schwach giftig. Der Holzapfel ist ein Flachwurzler.

## Verbreitung und Standorte
Das natürliche Verbreitungsgebiet des Holzapfels ist wohl Europa bis Vorderasien, wobei die Süd- und Ostgrenze seines Verbreitungsgebietes nicht sicher bestimmbar ist.
Als Hauptverbreitungsgebiet gelten die Tieflandgebiete Mitteleuropas. In den Alpen kommt der Holzapfel bis zu einer Höhe von 1100 m NN vor. Es handelt sich bei ihm um eine licht- und wärmeliebende Art, die besonnte und freie Bodenflächen zur Keimung benötigt.
Der Holzapfel wächst sehr zerstreut in Auenwäldern, auf Steinriegeln, in Hecken und Gebüschen auf frischem, nährstoff- und basenreichem, meist tiefgründigem Lehm- oder Steinboden in humid-milder Klimalage. Nach Ellenberg ist er eine Halblichtpflanze, ein Frischezeiger, ein Schwachsäure- und Schwachbasezeiger, auf mäßig stickstoffreichen Standorten wachsend und eine Klassencharakterart der Sommerlaubwälder und -gebüsche (Querco-Fagetea).

## Der Holzapfel im Kontext von Beweidung und Hutewaldwirtschaft
Mit der Auflichtung der Wälder durch die Viehwirtschaft seit der Jungsteinzeit nahm der Holzapfel, wie Untersuchungen bei Ausgrabungen und Pollendiagramme zeigten, in Mitteleuropa zu, da die Landschaft großflächig eher einem Hutewald glich. Wegen seiner hohen Regenerationskraft, der Fähigkeit zur Bildung von Stockausschlägen aus der Stammbasis, der Neigung, sich aus Wurzelschösslingen zu verjüngen und seiner spitzen, dornenartigen Kurzsprosse konnte sich der Holzapfel gut unter Beweidungseinfluss etablieren und behaupten. Das Vieh verbreitete zudem Samenkerne, indem es die Äpfel fraß und durch den Dung verteilte, außerdem wirkt sich das Durchqueren einer Darmpassage auf die Kerne des Holzapfels keimfördernd aus. Samen, die von Vieh verbreitet werden, profitieren von einer mehrmonatigen Ruhepause im sich zersetzenden Dung, der ein geeignetes Keimbett liefert, welches außerdem für einige Zeit von einer Beweidung verschont bleibt. Ab der Mitte des 18. Jahrhunderts wurde die Waldhude mehr und mehr aufgegeben, und so entfiel das Vieh als ständiger Samenverteiler über den Dung. Der Deckungsgrad der Vegetation wurde seit den 1960er Jahren allgemein dichter und verschlechterte die Bedingungen für eine erfolgreiche Verjüngung des Holzapfels immer mehr, da Holzäpfel in der Keim- und Jugendphase einen sich schnell erwärmenden Boden und ein konkurrenzarmes Umfeld benötigen.
Der Holzapfel profitiert also in hohem Maße von einer Beweidung oder ist für eine erfolgreiche Verjüngung sogar von ihr abhängig, er könnte also im Sinne der Megaherbivorenhypothese eine Art darstellen, deren Präsenz in Mitteleuropa nicht nur als Relikt der Hudewaldwirtschaft vergangener Jahrhunderte, sondern sogar als Hinweis auf eine offene Waldweide als natürlicher Vegetation in Teilen Mitteleuropas auch vor dem Beginn des menschlichen Einflusses interpretiert werden könnte.

## Bestand und Bestandsentwicklung
Im Auftrag der deutschen Bundesanstalt für Landwirtschaft und Ernährung (BLE) wurden im Rahmen des Projekts Erfassung und Dokumentation genetischer Ressourcen seltener Baumarten in Deutschland in den Jahren von 2010 bis 2013 die Vorkommen von zehn seltenen heimischen Baumarten in den deutschen Wäldern ermittelt. Die Erfassung des BLE zum Holzapfel in Deutschland stellte fest, dass 92 Prozent der Vorkommen aufgrund von Isolation, Überalterung und mangelnder Naturverjüngung bedroht oder absterbend sind, lediglich für 5 Vorkommen wurde der Erhaltungszustand als "sehr gut" und "gut" d. h. als vital und mit ausreichender Naturverjüngung, eingestuft, 15 Bestände galten als "geschwächt", 200 als "bedroht" und 27 als "absterbend". Auch Bastardisierungen mit Kulturäpfeln verstärken die Bedrohung und machen es außerdem schwer, reinrassige Vorkommen zu identifizieren, da keine Kreuzungsbarrieren existieren.

## Abgrenzung zu anderen Arten
Malus sylvestris ist eine mutmaßliche Stammform des Kulturapfels (Malus domestica), wobei eine Kreuzung mit Malus praecox und/oder Malus dasyphylia möglich erscheint. Neuere gentechnische Untersuchungen weisen dagegen auf eine Abstammung des Kulturapfels vom Asiatischen Wildapfel (Malus sieversii) hin.
Eine Unterscheidbarkeit des Holzapfels zum Kulturapfel ist an Blättern und Früchten gegeben: Die Unterseite der Blätter des Holzapfels weist im Unterschied zum Kulturapfel keine oder nur eine geringe Behaarung auf. Der Holzapfel verfügt über sehr kleine, häufig schrumpelige Früchte, die einen Durchmesser von weniger als 4 cm aufweisen. Die ab September reifen Früchte haben einen sehr sauren bis bitteren Geschmack, was auf den hohen Gehalt an Gerbstoffen zurückzuführen ist. Weitere Merkmale der Früchte sind das sehr kleine Kerngehäuse und die flachen Stiel- und Kelchgruben. Ein wichtiges Abgrenzungsmerkmal zwischen Wildapfel und verwilderten Kulturäpfeln ist die Stellung der Kelchblätter; der Wildapfel hat relativ schmale, lange Kelchblätter, die alle zusammenstehen. Bei verwilderten Kulturäpfeln, die ansonsten nicht von Wildäpfeln zu unterscheiden sind, ist mindestens ein Kelchblatt umgeschlagen.

## Bedeutung und Verwendung
Holzäpfel wurden in Mitteleuropa schon in der Jungsteinzeit genutzt. Die Früchte sind gedörrt oder gekocht genießbar und wurden im 17. Jahrhundert geschnitten dem Holzäpfelbier zugesetzt. Seit der Verbreitung des Kulturapfels hat der Holzapfel (lateinisch früher auch Mala maciana und Mala silvestria genannt) keinerlei wirtschaftliche Bedeutung mehr.
In Gestecken werden neben Kiefernzapfen auch Holzäpfel künstlerisch verwendet. Im Bereich der Schwäbischen Alb werden die herben Holzäpfel  als besondere Würze hochwertigen Apfelsäften in geringer Menge zugesetzt.